# روح كندي (قشلاق الشرقي)
روح کندي (بالفارسية: روح‌کندی) هي قرية تقع في إيران في قسم قشلاق الشرقي الريفي. يقدر عدد سكانها بـ 1,470 نسمة .